# UFC Fight Night: Dern vs. Ribas 2
UFC Fight Night: Dern vs. Ribas 2 (também conhecido como UFC Fight Night 249, UFC Vegas 101 e UFC on ESPN+ 107) foi um evento de artes marciais mistas produzido pelo Ultimate Fighting Championship que aconteceu em 11 de janeiro de 2025, no UFC Apex em Enterprise, Nevada, parte da região de Las Vegas Valley, Estados Unidos.

## Contexto
A revanche na categoria peso palha feminino entre Mackenzie Dern e Amanda Ribas foi o evento principal deste card. Elas estavam originalmente programadas para competir no UFC on ESPN: Covington vs. Buckley, em 14 de dezembro de 2024, mas a luta foi transferida para este evento para servir como o combate principal. A dupla já havia se enfrentado anteriormente no UFC Fight Night: Joanna vs. Waterson, em outubro de 2019, quando Ribas venceu por decisão unânime.
Uma luta na categoria peso galo feminino entre a ex-campeã peso pena feminino do UFC Germaine de Randamie e a ex-campeã peso galo feminino do LFA Jacqueline Cavalcanti estava supostamente programada para este evento. No entanto, de Randamie anunciou sua aposentadoria e a luta foi cancelada.
Uma luta na categoria peso meio-médio entre Preston Parsons e Andreas Gustafsson estava programada para o evento. Contudo, Gustafsson se retirou da luta por motivos desconhecidos e foi substituído por Jacobe Smith.
Além disso, Nurullo Aliev e Yanal Ashmouz estavam programados para se enfrentar em uma luta na categoria peso leve. No entanto, Ashmouz se retirou por motivos desconhecidos e foi substituído por Joe Solecki.
Na pesagem, Jose Johnson e Ihor Potieria não bateram o peso. Johnson pesou 58,3 kg (128,5 libras), duas libras e meia acima do limite da categoria peso mosca para lutas sem título. Potieria pesou 85,3 kg (188 libras), duas libras acima do limite da categoria peso médio para lutas sem título. Ambas as lutas seguiram em peso casado, com Johnson perdendo 20% de sua bolsa e Potieria perdendo 25% da sua bolsa, que foram repassados aos seus respectivos adversários, o ex-campeão peso mosca do LFA Felipe Bunes e Marco Tulio.

## Prêmios de bônus
Os seguintes lutadores receberam bônus de US$ 50.000.
- Luta da Noite: Roman Kopylov vs. Chris Curtis
- Performance da Noite: Mackenzie Dern e César Almeida